# Soseki Musō

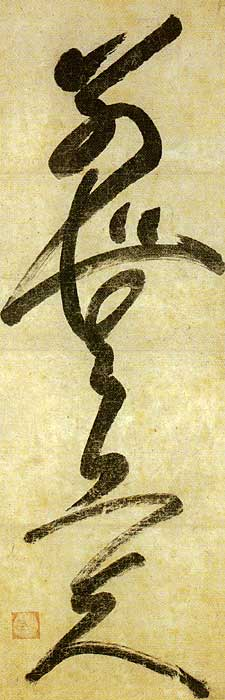
Kaligrafia Musō Sosekiego

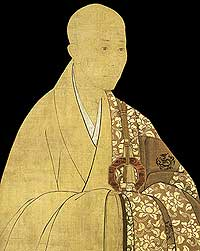
Musō Soseki

Soseki Musō (jap. 夢窓 疎石 Musō Soseki; ur. 1275, zm. 20 października 1351) – japoński mistrz zen szkoły rinzai, budowniczy klasztorów, opat wielu klasztorów, artysta zen i poeta, znany także jako Kokushi Musō.

## Życiorys

### Lata początkowe
Pochodził z rodziny Gen-ji (Minamoto) z Ise, obecnie jest to część prefektury Mie. Był bratankiem w dziewiątym pokoleniu cesarza Uda (pan. 887–897). Pochodząc z takiej rodziny od dzieciństwa obracał się w kręgach arystokratycznych. Jednak o jego rodzicach nie wiadomo właściwie nic. Gdy miał 4 lata rodzina przeniosła się z Ise do Kai w prefekturze Yamanashi. W nowym domu zmarła jego matka. To prawdopodobnie spowodowało, że zaczął być przyciągany przez życie klasztorne.
Macocha Musō pochodziła zapewne z potężnego klanu z Kai – Nikaidō. Mnich Kūa Daitoku, przyjaciel ojca, należał do rodu Takeda, drugiej potężnej rodziny prowincji. Być może jedną z przyczyn przenosin rodziny do Kai było zapewnienie synowi wykształcenia buddyjskiego przez tego właśnie mnicha, który był cenionym mnichem szkoły shingon z góry Hiei.
Musō spędził prawie 10 lat w klasztorze shingon, co na pewno zostawiło ślady. Kształcił się także w złożonych doktrynach szkoły tendai, w tajemnych rytuałach mikkyō, a również tradycjach chińskich.
W wieku 17 lat (w 1292 roku) udał się do Nary, gdzie w klasztorze Tōdai został mnichem. Ceremonia wzmocniła go tak, że od tej pory postanowił się zająć wyłącznie studiowaniem buddyzmu. Jako mnich shingon łączył głęboką religijność z artystycznym stosunkiem do natury i kosmosu.
W rok później przeżył traumatyczne wydarzenie – bolesną śmierć swojego nauczyciela w szkole shingon. Wykazała ona wstrząśniętemu uczniowi, że problem życia i śmierci nie jest problemem teoretycznym, i nie da się go rozwiązać przez uczenie się. Przygotował sobie małą pustelnię, w której zamierzał odbyć 100-dniowe milczące odosobnienie przed wyobrażeniem Buddy. W czasie odosobnienia miał niezwykły sen. Przyśnili mu się dwaj słynni mistrzowie chan z okresu Tang Sushan Guangren (837–923) i Shitou Xiqian (700–790), jeden wyglądający na mnicha shingon, a drugi jako reinkarnacja Bodhidharmy. Sen ten spowodował jego nagłe i mocne zainteresowanie się zenem. Sen potraktował bardzo poważnie i swoje imię Soseki utworzył z pierwszych znaków ich imion w wersji japońskiej.

### Praktyka zen
Po opuszczeniu klasztoru shingon Musō udał się bezpośrednio (czyli zapewne za radą Kūa) do Shinchi Kakushina (1207–1298), który chociaż był mnichem shingon udał się do Chin, gdzie praktykował chan pod kierunkiem mistrza Wumena Huikaia i osiągnął pierwsze oświecenie. Jednak Musō nigdy nie dotarł do klasztoru Shinchiego (wtedy był to Kōkoku-ji w Yurze), tylko zatrzymał się w Kioto, gdzie zebrał wiele użytecznych informacji o zenie. Rozpoczął praktykować zen w klasztorze Kennin pod kierunkiem Muina Embana (1230–1307), ucznia Lanxi Daolonga (1213–1278). Następnie opuścił Kioto i udał się do Kamakury, gdzie praktykował zen pod kierunkiem uczniów mistrza Lanxi m.in. Mukyū Tokusena, Chidona Kūshō i Tōkeia Tokugo. Po pewnym czasie wrócił do Kennin-ji w Kioto, ale gdy usłyszał o chińskim mistrzu chan Yishanie Yiningu (1247–1317) nauczającym w Kamakurze – w 1299 roku udał się tam.
Po zdaniu egzaminów Musō został zaakceptowany jako uczeń Yishana. Styl Yishana polegał głównie na wykładach, w których przedstawiał chan i jego historię. Musō czuł się rozczarowany, bowiem takie nauki nie zaspokajały jego wewnętrznego dążenia. Dlatego też po pewnym czasie opuścił Yishana i udał się na północ, gdzie zamieszkał w namiocie w słynnej z piękna okolicy Matsushimy. Rozpoczął tam samodzielna praktykę zen. Pewnej nocy przeżył doświadczenie wglądu w różnice w naukach buddyjskich. Jeszcze podczas pobytu w Matsushimie doszły do niego wieści o mistrzu zen Kōhō Kennichim (1241–1316), uczniu chińskiego mistrza chan Wuxue Zuyuana, opata Engaku-ji. Wyruszył do Nasu, gdzie miał przebywać Kōhō, jednak okazało się, że mistrz udał się do Kamakury, więc Musō powędrował do Kamakury, do której dotarł w 1303 roku. Odwiedził mistrza Yishana, który zaprosił go do swojego prywatnego pokoju, jednak nie osiągnęli głębszego zrozumienia.
Musō został uczniem Kōhō, który był wówczas opatem Manju-ji. Po jakimś czasie Kōhō potwierdził jego doświadczenie oświecenia. Jednak Musō w dalszym ciągu głębszego oświecenia poszukiwał samodzielnie. Wkrótce wyruszył w swoją drugą podróż na północ, gdyż zdecydowanie wolał wiejską atmosferę i prostych ludzi od tłocznych i ruchliwych miast. Dotarł do Shiratori (w rejonie Iwate), gdzie spotkał się z przyjaznym przyjęciem, głównie dlatego, że był uczniem Yishana. Miejscowi ludzie postanowili wybudować mu świątynię, jednak gdy nadeszła wiosna Musō wyruszył na południe do Hitachi (w prefekturze Ibaraki), gdzie zatrzymał się prawie na rok. Stamtąd udał się do Usumy.

### Oświecenie
Do Usumy przybył w 1305 roku, gdzie został ciepło powitany przez jego świeckiego dobroczyńcę, który zaoferował mu mieszkanie w pustelni. Po początkowej odmowie (Musō chciał się zobaczyć z Kōhō), ostatecznie spędził w niej jakiś czas na medytacyjnym odosobnieniu. Pewnej majowej nocy osiągnął oświecenie. Napisał wtedy wiersz:
| Przez wiele lat kopałem w ziemi i szukałem błękitnego nieba, I jakże często, jakże często moje serce stawało się coraz cięższe. Pewnej nocy, w ciemności, wziąłem kamień i cegłę, I bezmyślnie uderzyłem w kości pustych niebios. |

Musō pozostał w Usubie jeszcze przez kilka miesięcy i w październiku powrócił do Kamakury, gdzie zaprezentował mistrzowi Kōhō swoje oświecenie. Otrzymał wtedy potwierdzenie oświecenia.

### Okres podróży i odosobnień
Wkrótce wyruszył w następna podróż, W jego życiu nastąpił okres, gdy zamieniał pobyt w pustelniach na przebywanie w klasztorach i życie klasztorne znów na odosobnienia w pustelniach. Zaczął od powrotu do rodzinnego Kai, gdzie został ciepło powitany przez krewnych i przyjaciół. Dzięki jego dobroczyńcy wszedł w posiadanie świątyni Jōko, pierwszej z wielu, które założy. Jednak w niej nie mógł się uwolnić od praktyk związanych ze szkołą shingon, gdyż tego wszyscy oczekiwali. W okolicy wybudował sobie Ryūzan-an - "Pustelnię Smoczej Góry" (zwanej także "Pustelnią Ukrytej Góry"), w której spędził wiele lat na medytacji.
Jednak porzucił to wszystko i udał się w podróż do Mino (w dystrykcie Gifu), gdzie w pobliżu Góry Tygrysiej wybudował w 1313 roku pustelnię Kokei ("Tygrysią"). Pomimo odległego położenia pustelni zaczął mieć coraz więcej gości i w 1317 roku porzucił ją dla nowego miejsca na północnej górze graniczącej z Kioto.
W tym czasie Kakukai, wdowa po siogunie Hōjō Sadatokim pragnęła, aby Musō zrealizował życzenie mistrza Kōhō i został jego następcą w Kamakurze. Gdy ta informacja dotarła do niego, Musō natychmiast udał się do Tosa na wyspie Sikoku, gdzie zamieszkał w małej pustelni nazwanej Kyūkō-an. Wdowa wysłała emisariuszy, którzy poszukiwali go w całej Japonii, z ostrzeżeniem kary za pomaganie mu w ukrywaniu się. To spowodowało, że Musō w końcu ustąpił, powrócił do Kamakury, jednak udało mu się uniknąć stanowiska opata i zamieszkał w pustelni Hakusen w Tōtōmi w prefekturze Shizuoka, którą wkrótce zamienił na Taikō-in w Shimōsie w prefekturze Chiba.

### Opat Nanzen-ji i Engaku-ji
1325 rok jest rokiem zmiany w życiu Musō. Cesarz Go-Daigo (後醍醐, pan. 1318-1339) wezwał go do objęcia stanowiska opata w klasztorze Nanzen w Kioto. Musō chciał znowu tego uniknąć, jednak Hōjō Takatoki (1303–1333) doradził mu zgodzić się z żądaniem cesarza. Musō stał się opatem najsłynniejszego klasztoru zen w Japonii. Mimo iż zjednał sobie wszystkich, zrezygnował ze stanowisko po roku. Niepewna sytuacja polityczna spowodowała, że opuścił Kioto jesienią 1326 roku i w Ise wybudował świątynię Zennō. Na prośbę sioguna mieszkał jednak w Jōchi-ji w Kamakurze i nadzorował szybką budowę klasztoru Zuisen.
W 1329 po nieudanym oporze musiał zostać opatem klasztoru Engaku. Stanowisko to zajmował także przez rok, chociaż zreformował ten całkowicie skorumpowany klasztor. Następnie miał zostać opatem Kenchō-ji, ale opuścił Kamakurę i powrócił do rodzinnego Kai, gdzie w 1330 roku przy pomocy rodziny Nikaidō wybudował klasztor Erin. Zamieszkał obok niego w pustelni.
Po upadku rodu Hōjō w konflikcie z cesarzem Go-Daigo w 1333 roku, cesarz wezwał Musō do stolicy, na co mistrz się zgodził. Jako wyraz wdzięczności cesarz pozwolił mu wybudować nowy klasztor Rinsen, w którym Musō miał zamieszkać. Wkrótce potem po raz drugi został wybrany opatem Nanzen-ji. Ponieważ sytuacja polityczna była bardzo niestabilna, Musō zaczął faworyzować ród Ashikagów, a przed wybuchem konfliktu tego rodu z cesarzem, opuścił Nanzen-ji i przeniósł się do Rinsen-ji.

### Budowa Tenryū-ji
Rok 1339 wyznacza nowy okres w życiu mistrza. Latem został wyznaczony do zreformowania dość krnąbrnego klasztoru Saihō, który był wtedy związany ze szkołą Jōdo. Musō zamienił go w miejsce praktyki zen oraz wybudował Ogród Mchu, który dał temu klasztorowi jego popularną nazwę Koke-dera (Świątynia Mchu). Jeszcze przed opuszczeniem Rinsen-ji Musō napisał dwa teksty o dyscyplinie klasztornej Rinsen kakun (dla Rinsen-ji) i San’e-in yuikai (dla San’e-in). W 1345 roku napisał Saihō yuikai zawierające dyrektywy dla ciągle rozrastającej się społeczności jego uczniów.
W sierpniu 1339 roku zmarł cesarz Go-Daigo i Musō poprowadził ceremonię pogrzebową w październiku. Przekonał także sioguna Takaujiego, aby przeznaczył letni pałac cesarski Kameyama Rikyū na klasztor zen. Tego samego roku rozpoczęto budowę słynnego później klasztoru Tenryū. W 1342 roku Musō zakończył organizowanie Ankoku-ji i Rishō-tō. W tym też roku dwaj cesarze z północnej dynastii – abdykowany Kōgon (光厳, pan. 1331–1333) i panujący Kōmyō (光明, pan. 1336–1348) - przyjęli buddyjskie wskazania od Musō.

### Ostatnie lata życia
W roku 1345 ukończono budynek Dharmy w Tenryū-ji i tym samym można było uważać, że kompleks klasztorny został ukończony. Musō natychmiast zrezygnował ze stanowiska opata i przekazał tę funkcję swojemu uczniowi Mukyoku Shigenowi (1282–1359), a sam udał się do Ungo-an. Towarzyszył mu jego uczeń Zekkai Chūshin (1336–1405), a mistrz oddawał się medytacji i sztuce.
Pomimo tego, że w 1351 roku w Kioto rozgorzały walki pomiędzy różnymi frakcjami, Musō w kwietniu rozpoczął budować budynek mnichów w Tenryū-ji i już 20 lipca został on poświęcony. 16 sierpnia obchodzono trzynastą rocznicę śmierci cesarza Go-Daigo. Następnego dnia Musō wyczerpany ceremoniami udał się San’e-in, gdzie we wrześniu odwiedzili go po raz ostatni cesarze Kōgon i Kōmyō.
Przed swoją śmiercią napisał wiersze pożegnalne:
| W świecie prawdziwej czystości, nie ma rozdzielenia. Dlaczego znów czekać na inny czas? Przybyła tradycja Góry Sępa. Autorytet Dharmy nie potrzebuje nikogo. |

oraz
| Jednym uderzeniem wymazałem moje spóźnienie do przemijającego świata. Co to znaczy? - Yāsa. |

Musō Soseki zmarł 20 października 1351 roku.

## Prace literackie
- Muchūmondō-shū (夢中問答集; Rozmowy senne)
- San’e-in yukai
- Rinsen kakun
- Seizan-yawa

## Linia przekazu Dharmy zen
Pierwsza liczba oznacza liczbę pokoleń od Pierwszego Patriarchy chan w Indiach Mahakaśjapy.
Druga liczba oznacza liczbę pokoleń od Pierwszego Patriarchy chan w Chinach Bodhidharmy.
Trzecia liczba oznacza początek nowej linii przekazu w innym kraju.
- 49/22. Huqiu Shaolong (1077–1136)
  - 50/23. Ying’an Tanhua (1103–1163)
    - 51/24. Mi’an Xianjie (1118–1186)
      - 52/25. Songyuan Chongyue (1139–1209
        - 53/26. Yun’an Puyan (1156–1226)
          - 54/27. Xutang Zhiyu (1189–1269)
            - 55/28/1. Nampo Jōmyō (1235–1309) Japonia. Szkoła rinzai.

      - 52/25. Po’an Zuxian (1136–1211)
        - 53/26. Wuzhun Shifan (Yuanjiao) (1177–1249)
          - 54/27. Wuxue Zuyuan (1226–1286) (także Foguang)
            - 55/28/1. Mugai Nyodai (1223–1298) mniszka, pierwsza mistrzyni zen
            - 55/28/1. Kōhō Kennichi (1241–1316) Japonia.
              - 56/29/2. Musō Soseki (1275–1351)
                - 57/30/3. Mukyoku Shigen (1282–1359)
                  - 58/31/4. Kūkoku Myōō (1328–1407)
                    - 59/32/5. Donchū Dōhō (1365–1409)

                - 57/30/3. Shun’oku Myōha (1311–1388)
                - 57/30/3. Seizan Jiei (1302–1369)
                - 57/30/3. Ryūshū Shūtaku (1308–1388)
                - 57/30/3. Chūgan Engetsu (1300–1375)
                - 57/30/3. Gidō Shūshin (1325–1388)
                - 57/30/3. Zekkai Chūshin (1336–1405)
                  - 58/31/4. Ishō Tokugan (bd)
                    - 59/32/5. Zuikei Shūhō (1391–1473)
                    - 59/32/5. Kisei Reigen (1403–1488)

            - 55/28/1. Kian Soen (1261–1313)) Japonia.
            - 55/28/1. Muchaku (ur. 1243) Japonia. Mniszka
            - 55/28/1. Tokimune Hōjō (1251–1284) Japonia.
            - 55/28/1. Ichiō Inkō (1210–1281)Japonia

          - 54/27. Wu’an Puning (1197–1276)
            - 55/28/1. Tokiyori Hōjō (1227–1263) Japonia

          - 54/27/1. Enni Ben’en (1201–1280) Japonia (Tōfuku-ji)
            - 55/28/2. Tōzan Tanshō (1231–1291) (Tōfuku-ji)
              - 56/29/3. Kokan Shiren (1278–1346)

            - 55/28/2. Mukan Gengo (Fumon) (1212–1291) (Tōfuku-ji), założyciel Nanzen-ji
            - 55/28/2. Hakuun Egyō (bd) (Tōfuku-ji)
            - 55/28/2. Senkei Shoken (zm. 1330)
            - 55/28/2. Sansō E’un (1231–1301) (Tōfuku-ji)
            - 55/28/2. Zōsan Junkū (1233–1308) (Tōfuku-ji)
            - 55/28/2. Chigotsu Daie (1229–1312) (Tōfuku-ji)
            - 55/28/2. Jikiō Chikan (1245–1322) (Tōfuku-ji)
            - 55/28/2. Mujū Dōgyō (1226–1313)
            - 55/28/2. Sōhō Sōgen (1262–1335)
            - 55/28/2. Jinshi Eison (1195–1272)

          - 54/27. Wanji Xingmi (bd)
            - 55/28. Yishan Yining (1217–1317)
              - 56/29/1. Kokan Shiren (1278–1346) Japonia
              - 56/29/1. Sesson Yūbai (1290–1346) Japonia

          - 54/27. Xueyan Huilang (bd)
            - 55/28. Gaofeng Yuanmiao (1238–1295)
              - 56/29/1. Zhongfeng Mingben (1263–1323) Japonia
                - 57/29. Tianru Weize (zm. 1354)
                - 57/30/2. Kosen Ingen (1295–1374) Japonia

            - 55/28. Qi’an Zongxin (bd)
              - 56/29. Shiwu Qinggong (1272–1352)
                - 57/30/1. T’aego Pou (1301–1382) Korea. Szkoła imje
                - 57/30/1. Paegun Kyŏnghan (1298–1374) Korea